# Erik Jan Bennema
Erik Jan Bennema (23 mei 1976) is een Nederlands politicus van de VVD. Sinds 19 maart 2025 is hij gedeputeerde van de provincie Groningen.

## Biografie

### Opleiding en maatschappelijke loopbaan
Bennema studeerde Notarieel recht en geschiedenis aan de Rijksuniversiteit Groningen. Tijdens zijn studie was hij reeds actief bij de Jongerenorganisatie Vrijheid en Democratie, waar hij onder andere penningmeester en voorzitter van het afdelingsbestuur van Groningen was. Na zijn studie werkte Bennema als freelance juridisch en financieel adviseur.

### Politieke loopbaan
Bennema werd in 2005 penningmeester van de VVD afdeling Groningen, wat hij bleef tot en met 2009. Van 2012 tot 2014 vervulde hij deze rol opnieuw, waarna hij vanaf 2014 tot 2019 voorzitter was van de afdeling. Bij de Provinciale Statenverkiezingen 2019 werd Bennema, die op plek vier op de lijst van de VVD stond, verkozen tot lid van de Provinciale Staten van Groningen. 
Nadat Mirjam Wulfse in mei 2019 opnieuw werd benoemd tot gedeputeerde, werd Bennema fractievoorzitter. Bij de Provinciale Statenverkiezingen 2023 was hij opnieuw verkiesbaar, ditmaal op plek twee van de lijst. Nadat de VVD tijdens de daaropvolgende collegevorming buiten het provinciebestuur viel, vertrok Wulfse uit de provinciale politiek en ging Bennema door als fractievoorzitter. Dit bleef hij tot en met maart 2025, toen hij lid werd van het tussentijds gevormde college van Gedeputeerde Staten. Zijn portefeuille omvat economie, mobiliteit en internationalisering.